# Benito Juárez (kerület)
Benito Juárez Mexikóváros egyik belvárosi kerülete, lakossága 2010-ben meghaladta a 385 000 főt.

## Földrajz

### Fekvése
A Szövetségi Körzet középső részén, attól kissé északra elhelyezkedő kerület szinte teljesen sík, és egésze beépített. A délnyugati részén húzódó Mixcoac nevű vízfolyáson kívül a felszín alatti csövekben még két folyó folyik: déli részén a Churubusco, északnyugaton a La Piedad.

### Éghajlat
A kerület éghajlata meleg, de nem forró, és nyáron–ősz elején csapadékos. Minden hónapban mértek már legalább 27 °C-os hőséget, de a rekord nem érte el a 35 °C-ot. Az átlagos hőmérsékletek a januári 13,9 és a júniusi 19,6 fok között váltakoznak, gyenge fagyok előfordulhatnak. Az évi átlagosan 682 mm csapadék időbeli eloszlása nagyon egyenetlen: a júniustól szeptemberig tartó 4 hónapos időszak alatt hull az éves mennyiség közel 75%-a.
| Hónap                                   | Jan. | Feb. | Már. | Ápr. | Máj. | Jún. | Júl. | Aug. | Szep. | Okt. | Nov. | Dec. | Év   |
| --------------------------------------- | ---- | ---- | ---- | ---- | ---- | ---- | ---- | ---- | ----- | ---- | ---- | ---- | ---- |
| Rekord max. hőmérséklet (°C)            | 30,0 | 31,0 | 33,5 | 34,1 | 34,3 | 32,8 | 31,8 | 30,2 | 29,5  | 29,6 | 29,0 | 27,6 | 34,3 |
| Átlagos max. hőmérséklet (°C)           | 22,7 | 24,7 | 27,2 | 28,2 | 27,1 | 25,9 | 24,1 | 24,5 | 23,5  | 23,8 | 23,3 | 22,2 | 24,8 |
| Átlaghőmérséklet (°C)                   | 13,9 | 15,5 | 18,2 | 19,5 | 19,5 | 19,6 | 18,4 | 18,6 | 18,0  | 17,2 | 15,7 | 14,1 | 17,4 |
| Átlagos min. hőmérséklet (°C)           | 5,1  | 6,4  | 9,1  | 10,9 | 12,0 | 13,4 | 12,6 | 12,6 | 12,6  | 10,6 | 8,1  | 5,9  | 10,0 |
| Rekord min. hőmérséklet (°C)            | −3,0 | −2,3 | 3,0  | 3,6  | 2,8  | 6,0  | 8,5  | 2,3  | 6,2   | 1,1  | −0,7 | −1,5 | −3,0 |
| Átl. csapadékmennyiség (mm)             | 10   | 3    | 5    | 21   | 65   | 102  | 151  | 138  | 110   | 54   | 20   | 4    | 682  |
| Forrás: Servicio Meteorológico Nacional |      |      |      |      |      |      |      |      |       |      |      |      |      |

## Népesség
A kerület népessége a közelmúltban sokáig folyamatosan csökkent, de az utóbbi években növekedett:
| Év   | Lakosság |
| ---- | -------- |
| 1990 | 407 811  |
| 1995 | 369 956  |
| 2000 | 360 478  |
| 2005 | 355 017  |
| 2010 | 385 439  |

## Története
A kerület nevét az ország egyik 19. századi elnökéről, Benito Juárezről kapta.
Régészeti leletek szerint a mai kerület területén teotihuacaniak és mexikák éltek. A spanyol hódítás után szinte azonnal elkezdett felépülni az egykori Tenochtitlan helyén a mai Mexikóváros. 1564-ben a mai kerület területén felépült az első ferences templom, 1595-ben pedig a második. A főváros gyors növekedéséhez rengeteg építőanyagra volt szükség, így a mai Benito Juárez területén nagy fejlődésnek indult a téglagyártás: a 19. század közepére már 10 téglagyár működött itt. Ekkor még számos kis település és hacienda állt a coyoacáni corregidorsághoz tartozó területen, nem összefüggő város. Nagy része Tacubaya részét képezte (ma Miguel Hidalgo kerület), a községközpont Mixcoac volt. Miután 1821-ben Mexikó kivívta függetlenségét, 1824-ben létrehozták a Szövetségi Körzetet, amit négy prefektúrára osztottak, ezek egyike volt Tacubaya, amit pedig 5 községre tagoltak, közülük az egyik lett Mixcoac. A század közepén fontos helyszíne volt a mexikói–amerikai háborúnak és a reformháborúnak is, utóbbi alatt a lakosság többsége a szabadelvűeket támogatta.
A forradalom során, amikor 1914-ben a zapatisták dél felől bevonultak a fővárosba, ezt a területet is elfoglalták. A 20. század idején a város folyamatosan nőtt, míg végül egybefüggő településsé nem vált. Amikor 1928-ban kerületekre osztották a fővárost, Benito Juárez még nem volt köztük, csak 1941-ben jött létre, de nem a mai határaival. Azok csak 1970-től kezdve alakultak ki, amikor véglegesítették a ma is létező 16 kerületet.

## Turizmus, látnivalók
A kerületben régi műemlékeken (például több évszázados templomokon) kívül több modern, országos vagy nemzetközi jelentőségű épület is áll. Köztük a legismertebbek a Világkereskedelmi Központ székháza, a Polyforum Cultural Siqueiros és a Torre AXA México toronyház (korábban a Mexicana de Aviación légitársaság székháza volt). Kulturális szempontból fontos a Benita Galeana múzeumház és a Juan Rulfo kultúrközpont. Kedvelt pihenő-
és játszóhely a Parque de los Venados nevű park.

## Sport
Benito Juárez kerületben található az ország egyik legnépszerűbb labdarúgócsapatának, a Cruz Azulnak a stadionja, az Estadio Azul.